# کارامالی
کارامالی (انگلیسی: Karamaly) یک شهرک در شهرستان ایگلینسکی استان باشقیرستان کشور روسیه است.